# Osiedle Żurawiniec

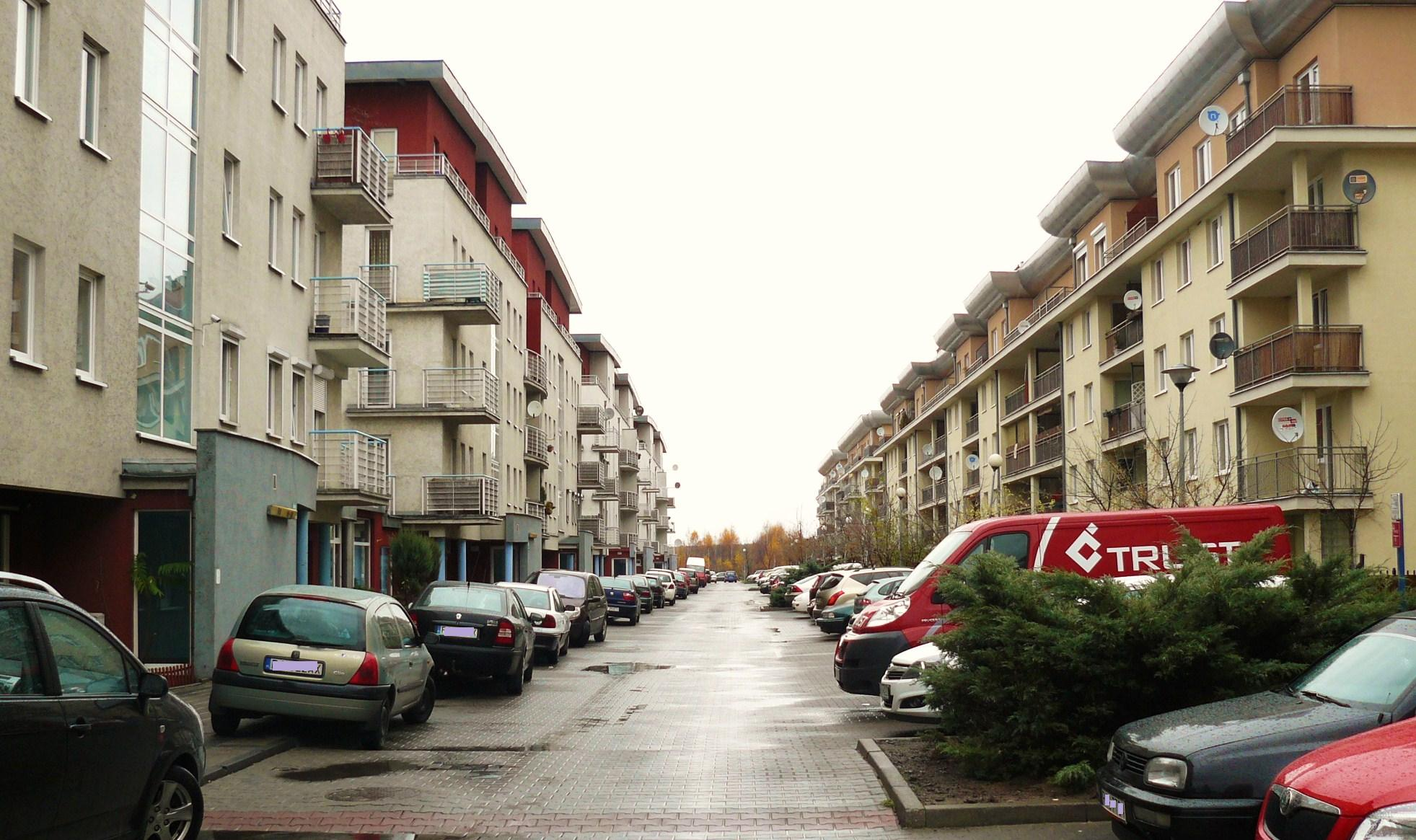
Osiedle Żurawiniec II

Osiedle Żurawiniec – jedno z kilku osiedli mieszkaniowych, zlokalizowanych na Naramowicach, na osiedlu samorządowym Naramowice w Poznaniu, na północny wschód od lasu, w którym znajduje się rezerwat przyrody Żurawiniec.
Jednostka, powstała w początkach XXI wieku, składa się z dwóch części: Osiedla Żurawiniec I (zachodniej, przy cmentarzu na Jasnej Roli) i Osiedla Żurawiniec II (wschodniej). W obu częściach dominuje zabudowa wielorodzinna, z tym że we wschodniej jest ona intensywniejsza (wyższa). 
Na osiedlu znajduje się Konsulat Brazylii – ul. Błażeja 86 A.